# Harry Worrall
Harold Worrall, detto Harry (Winsford, 19 novembre 1918 – North Tyneside, 5 dicembre 1979), è stato un calciatore inglese, di ruolo difensore.

## Caratteristiche tecniche
Era un terzino sinistro.

## Carriera
Inizia la carriera nelle giovanili del Winsford Utd, club semiprofessionistico della sua città natale, che nel 1937 lo cede nella prima divisione inglese al Manchester Utd; tra il 1937 ed il 1939, pur facendo parte della rosa della prima squadra dei Red Devils, non scende mai in campo in partite ufficiali. Tra il 1939 ed il 1946 rimane tesserato dal club, che di fatto comunque non partecipa a competizioni ufficiali (essendo esse sospese per via della seconda guerra mondiale). Al 1946, alla regolare ripresa dei campionati, Worrall riesce a giocare la sua prima vera partita da professionista, all'età di 28 anni, scendendo in campo nella partita di First Division del 30 novembre 1946 che il Manchester United perde per 3-2 sul campo del Wolverhampton. Nella stagione 1947-1948, in cui vince anche la FA Cup, gioca in modo leggermente più continuo, collezionando 5 presenze in campionato senza tuttavia trovare maggiore spazio anche per via della concorrenza del più quotato compagno di reparto John Aston, che oltre che nei Red Devils era in quegli anni anche un membro della nazionale inglese. Al termine della stagione Worrall viene ceduto in terza divisione allo Swindon Town: rimane ai Robins solamente per la stagione 1948-1949 (nella quale non scende comunque mai in campo in incontri di campionato) per poi abbandonare all'età di 31 anni il mondo del calcio professionistico.

## Palmarès

### Club

#### Competizioni nazionali
- Coppa d'Inghilterra: 1

Manchester United: 1947-1948